# CHYBIK + KRISTOF
CHYBIK + KRISTOF s.r.o. je architektonický ateliér, který založili roku 2010 v Brně architekti Ondřej Chybík a Michal Krištof.
Ateliér působí na pobočkách v Praze, Brně a Bratislavě. Je aktivní v oblasti architektury, urbanismu, výzkumu a vzdělání.
Mezi významné realizace patří modulární Pavilon České republiky při světové výstavě Expo v Miláně 2015, Vinařství Lahofer v Dobšicích, nebo obnova Mendelova skleníku v Brně.
Za dosavadní práci bylo studio několikrát oceněno, mimo jiné v roce 2019 cenou Architecture Vanguard Award časopisu Architectural Record pro mladé architekty.

## Realizace

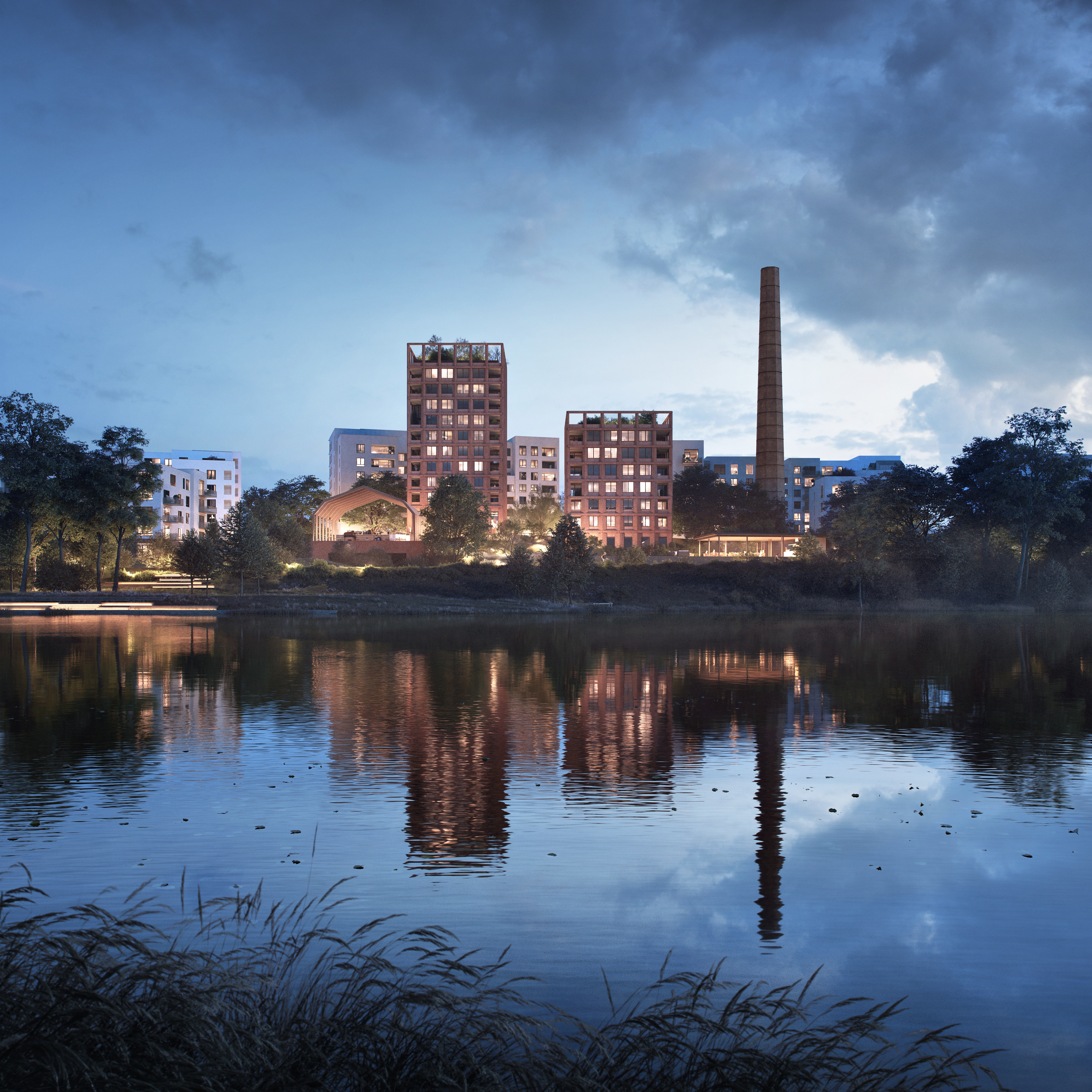
Modřanský cukrovar, studio CHYBIK + KRISTOF, r. 2022

- Modřanský cukrovar, studio CHYBIK + KRISTOF, r. 2022Nová čtvrť Modřanský cukrovar, Praha (ve výstavbě) – developer Skanska
- Nová čtvrť Nuselský pivovar, bývalý pivovar, Praha (v přípravě) – developer Penta Investments
- Mendlovo náměstí, Brno (2023)[3]
- Mendlův skleník, Brno (2022)[4]
- Výzkumné centrum modularity, Vizovice (2021)[5]
- Manifesto Market Anděl, Praha (2021)[6]
- Vinařství Lahofer, Dobšice (2020)[7]
- Rekonstrukce autobusového nádraží Zvonařka, Brno (2020)[8]
- Bytový dům Urban Infill, Brno – pětipodlažní rohový dům se čtrnácti byty (2019)[9]
- Enotéka Znojmo (2019)[10]
- Nové sídlo Lesy ČR, Hradec Králové (zatím nerealizováno, návrh zveřejněn v roce 2017)[11]
- Bytové domy rezidence Waltrovka, Jinonice (2016)[12]
- Galerie nábytku společnosti My Dva, Vinohrady, Brno (2015) – budova je známá díky své fasádě z černých židlí[13]
- Český pavilon na Světové výstavě, Milán (2015)[14]